# Dendrobium carronii
Dendrobium carronii är en orkidéart som beskrevs av Peter S. `Bill' Lavarack och Phillip James Cribb. Dendrobium carronii ingår i släktet Dendrobium, och familjen orkidéer. Inga underarter finns listade i Catalogue of Life. Artepitetet i det vetenskapliga namnet hedrar den engelska botanikern William Carron.
Blomman har ungefär en diameter av 2,5 cm och kronbladen är krämfärgade med många rosa punkter.
Arten förekommer i norra Queensland i Australien och på Nya Guinea. Den växer i låglandet och i kulliga områden upp till 500 meter över havet. Habitatet utgörs av savanner och andra gräsmarker samt av träskmarker med skogstäcke. Arten förekommer ofta som epifyt på andra växter som Melaleuca eller Lophostemon.
Beståndet hotas av personer som plockar blomman illegalt samt av bränder. Utbredningsomradet är uppskattningsvis 250 000 km² stort. IUCN listar arten som nära hotad (NT).